# Guitar Pro
Guitar Pro ist ein Notensatzprogramm, in dem Musik sowohl in Notenform als auch als Gitarrentabulatur dargestellt werden kann. Produziert wird es von dem französischen Softwarehersteller Arobas Music.
Bis Version 4 war das Programm nur für Windows erhältlich. Guitar Pro 5, veröffentlicht im November 2005 für Windows, war ab Juli 2006 auch für Mac-OS verfügbar. Die 2010 veröffentlichte sechste Version war auch für Linux erhältlich. Mit der 2017 erschienenen Version 7 wurde die Unterstützung für Linux wieder gestrichen.

## Möglichkeiten
Guitar Pro ist bei Gitarristen und auch bei anderen Musikern populär, da es sich sowohl zum Üben und Mitspielen der Gitarrentabulaturen als auch zum Transkribieren und Komponieren eignet.
Darstellung von Noten als auch Tabs
Die Tonspuren werden sowohl als herkömmliche Noten als auch als Tabulatur angezeigt. Für Nicht-Saiteninstrumente, insbesondere für klassische Instrumente, bietet das Programm die Möglichkeit, die Tabulatur auszublenden, und nur die Notation anzuzeigen.
Audiowiedergabe
Das Programm kann gitarrentypische Spieltechniken wie z. B. Palm Mute und Hammer-on und Effekte wie Distortion, Phaser und Reverb akustisch wiedergeben, indem es auf MIDI bzw. die interne Real Sound Engine (RSE) zurückgegreift. Die RSE-Klänge sind seit Version 5 als Library der Software enthalten und werden von einem Software-internen Sampler beim Abspielen abgerufen.

## Dateiformate
Im Internet finden sich über 800.000 Dokumente im Guitar-Pro-Format, erhältlich über diverse Internetseiten, obwohl aufgrund des Drucks des Rechteinhabers Music Publishers’ Association (MPA) viele Seiten ihre Pforten schließen mussten.
Für die Versionen 1 und 2 hieß das Dateiformat GTP. Ab Version 3 wurde das Format weiterentwickelt, die Endung war passend zu den Versionen GP3, GP4 und GP5. Mit Version 6 wurde das Dateiformat aufgrund der stärkeren Einbindung der sogenannten RSE (Realistic Sound Engine) grundlegend geändert, die Endung heißt GPX. Zwischen den Formaten besteht Abwärtskompatibilität, das heißt die neueren Guitar-Pro-Versionen sind in der Lage, mit früheren Formaten zu arbeiten.
Konvertierung
Ab Version 3 vermag die jeweils neuste Nachkommaversion, eine Datei in das Vorgängerformat zu konvertieren, also .gpx in .gp5, .gp5 in .gp4 usw.
Ab Version 4 ist es möglich, eine Datei in diverse Formate wie MIDI, MusicXML, Wave, ASCII oder PDF zu konvertieren. Somit lassen sich Guitar-Pro-Dateien auch von anderen Programmen in Noten- oder Audio-Form weiter bearbeiten.
RSE
Die Realistic Sound Engine ist ein Gitarren-, Bass- und Schlagzeug-Sampler, welcher beim Abspielen der Noten einen transparenten Klangeindruck ermöglicht. Sie wird seit Guitar Pro 5 zur Wiedergabe der Dateien verwendet. Umfasste die erste Version von RSE nur einige wenige Soundsamples, wurde sie in der zweiten, die in Guitar Pro 6 enthalten ist, mit vielen neuen Samples, Effekten und Verstärker-Simulationen bestückt.
In GuitarPro 6 ist im Gegensatz zur Vorgängerversion nicht mehr die gleichzeitige Wiedergabe von Midi und RSE möglich, sondern nur noch die getrennte. Um die fehlenden Midi-Instrumente zu kompensieren, wurden auch für diese Soundsamples erstellt, sodass die Benutzung eines Midi-Soundsamplers nicht mehr nötig ist.

## Versionsgeschichte
| Version | Veröffentlichung | Anmerkungen | Datei-format |
| ------- | ---------------- | --- | ------------ |
| 1.0     | 1997             | Erster Release, nur für Windows; Konvertierung von MIDI und ASCII in Tabulaturdarstellung, Tabulatur-Bearbeitung, -Wiedergabe und -Druck                                                                   | .gtp         |
| 2.0     |                  | | .gtp         |
| 3.0     |                  | Einführung des Mischpults, Notendarstellung der Tabulaturen | .gp3         |
| 4.0     |                  | Gitarrenfenster und Klaviatur, Lyrics, Schlagzeugnotation, Wave- und Bmp-Export, Druck der Kombipartitur aller Stimmen, digitales Stimmgerät                                                               | .gp4         |
| 5.0     | November 2005    | Erstmals auch für Mac, RSE 1 | .gp5         |
| 6.0     | April 2010       | Erstmals auch für Linux, neues User-Interface, RSE 2, Fußpedaleffekte, Verstärkersimulation, Polyphonie innerhalb einer Notenzeile (bis 4 Stimmen), Jazzfont, Auftakt, individuelle Taktbreite einstellbar | .gpx         |
| 7.0     | April 2017       | Linux-Unterstützung gestrichen, neue Export-Formate, über eine Soundkarte angeschlossene Gitarren können im Programm verwendet werden, Stimmgerät                                                          | .gp          |
| 8.0     | Mai 2022         | | .gp          |